# Creciente miópico

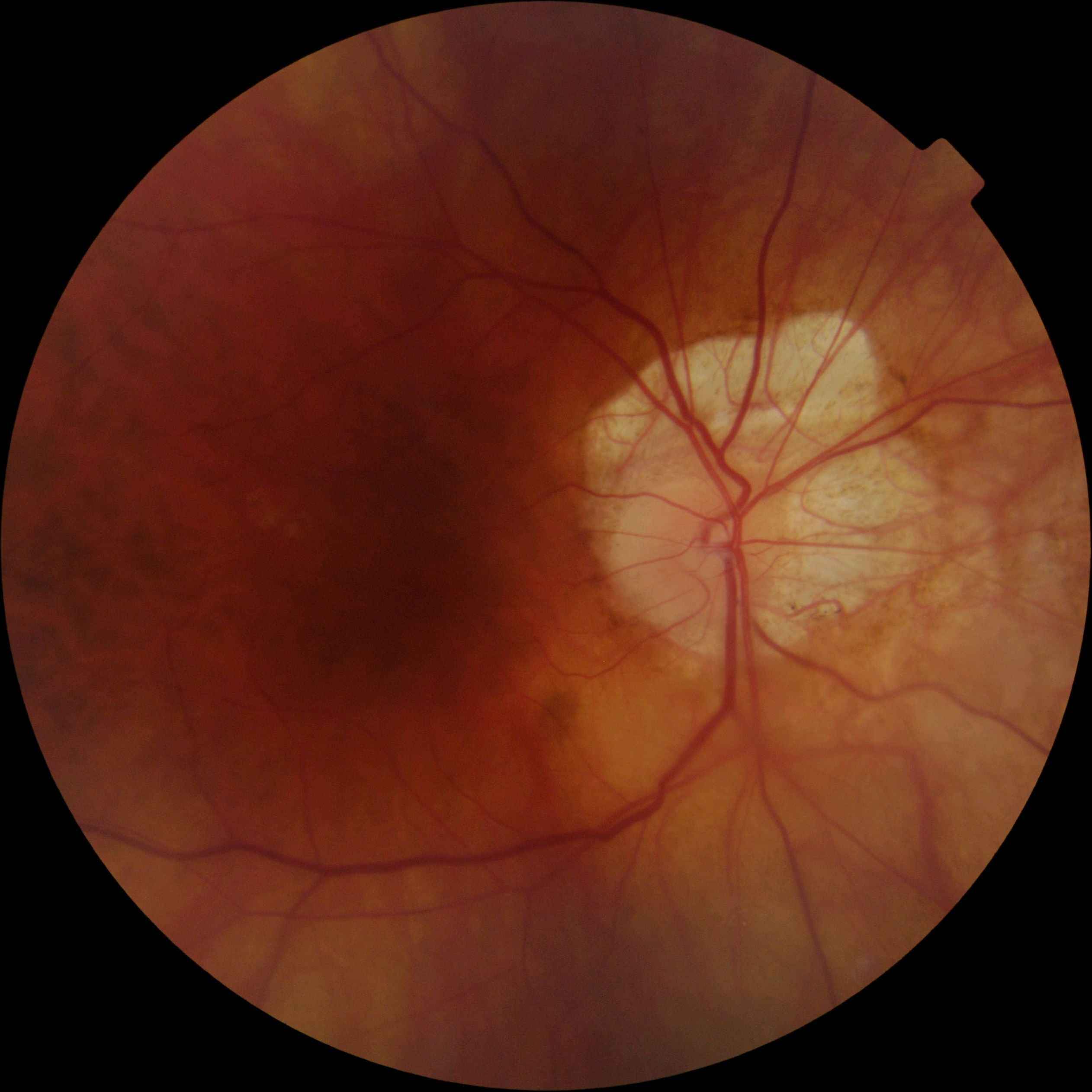
Creciente miópico grande en el ojo derecho con atrofia coroidea peripapilar.

El creciente miópico, también llamado creciente temporal, cono miópico, creciente escleral y coloboma de Fuchs, es un término que se utiliza en oftalmología para designar un área con forma de semiluna, de color blanco, que se encuentra situada en la retina, próxima a la papila óptica en su zona temporal.[cita requerida]
Se observa frecuentemente en personas que padecen miopía de elevada graduación, aunque no es exclusivo de la miopía y puede aparecer también en edades avanzadas.[cita requerida]
Puede estar presente desde el momento del nacimiento aunque lo más frecuente es que se haga visible en la pubertad, cuando el ojo crece rápidamente, adelgazando la coroides y el epitelio pigmentario de la retina, dejando ver el color blanco de la esclera. Fue descrita por el médico austriaco Ernst Fuchs (1851-1930).

## Explicación
Cuando un oftalmólogo u óptico-optometrista realiza una exploración del ojo, es frecuente que use un dispositivo óptico que se llama oftalmoscopio para poder ver la retina (la capa más interna de la pared del ojo en la que se encuentran las células sensibles a la luz). Durante este examen puede descubrir una mancha de color blanquecino y forma de semiluna que esta próxima a una región de la retina que se llama papila. En la papila es donde se origina el nervio óptico.
Esta mancha blaquecina se denomina creciente papilar y aparece muy frecuentemente en las personas con miopía avanzada, sin que su presencia indique la existencia de ningún tipo de complicación grave.

## Causas
El creciente miópico corresponde a una parte de la esclera (la capa más externa que forma la pared del ojo) que no está cubierta por la coroides ni por el epitelio pigmentario de la retina.